# Maria da Dinamarca
Maria (nascida Maria Isabel Donaldson, em dinamarquês: Mary Elizabeth Donaldson; Hobart, 5 de fevereiro de 1972) é a Rainha Consorte da Dinamarca por ser a esposa do rei Frederico X. Tornou-se rainha consorte quando seu marido ascendeu ao trono dinamarquês após a abdicação da rainha Margarida II. Desde sua entrada na família real dinamarquesa, Maria realizou vários compromissos filantrópicos tornando-se patronesse de mais de 30 organizações beneficentes, incluindo o Fundo de População das Nações Unidas e o escritório regional europeu da Organização Mundial da Saúde; e é fundadora da sua premiada organização social, The Mary Foundation.
Maria e Frederico se conheceram em um bar de Sydney enquanto o príncipe visitava a Austrália durante os Jogos Olímpicos de Verão de 2000. O noivado oficial ocorreu em 2003 e eles se casaram no ano seguinte. Maria e Frederico possuem quatro filhos: Cristiano, Isabel, Vicente e Josefina.
Em 2 de setembro de 2019 a Casa Real anunciou que ela havia recebido autorização da rainha e do governo dinamarquês para atuar como Princesa Regente, com funções de Chefe de Estado, em caso de necessidade. Esta autorização já tinha sido concedida, vários anos antes, também a seu marido, a seu cunhado, o príncipe Joaquim, e a princesa Benedita, irmã da rainha.
Após a abdicação de Margarida II em favor de seu filho Frederico, Maria se tornou a primeira pessoa nascida na Austrália a se tornar rainha consorte de uma monarquia européia.

## Nascimento e família
Maria Isabel nasceu no dia 5 de fevereiro de 1972, em Hobart, na Tasmânia, Austrália. A princesa é a filha mais nova de John Dalglesh Donaldson (Porto Seton, Escócia, 05 de setembro de 1941), bacharel em Matemática pela Universidade de Edimburgo em 1963 e com um doutorado pela Universidade da Tasmânia em 1967, onde foi professor de Matemática Aplicada, chefe do departamento e reitor, e também trabalhou e pesquisou na Nasa, nas universidades de Houston, Montreal, Oxford, Instituto Coreano Avançado de Ciência e Tecnologia (Korean Advanced Institute of Science and Technology-KAIST), Aarhus e Copenhague. Sua mãe, já falecida, era Henrietta Clark Donaldson (Porto Seton, Escócia, 12 de maio de 1942 - Tasmânia, 20 de novembro de 1997), que foi assistente executiva do vice-reitor da Universidade da Tasmânia e faleceu de complicações relacionadas a uma cirurgia do coração. Henrietta e John casaram-se em Edimburgo, Escócia, no dia 31 de agosto de 1963 e emigraram para a Austrália em novembro do mesmo ano.  Viúvo, o professor John Donaldson casou-se novamente, em 5 de setembro de 2001, com Susan Moody (Oxford, Reino Unido, 18 de janeiro de 1940), uma autora da Grã-Bretanha. Maria  tem três irmãos, Jane Alison Stephens, farmacêutico, nascido em 26 de dezembro de 1965, Patricia Anne Bailey, enfermeira, nascida em 16 de março, 1968, e John Stuart Donaldson, geólogo, nascido em 09 de julho de 1970. Devido ao local de nascimento de seus pais, Maria  possuía dupla cidadania, a britânica e australiana. O nome de Maria ('Maria Isabel') é o mesmo nome de sua avó paterna.

## Educação

### Primeira educação
Ingressou na escola em 1974, em Clear Lake City Elementary School, em Houston, Texas. Frequentou a pré-escolar Sandy Bay de 1975 a 1977. De 1978 até 1982, ela estudou na Escola Primária Waimea Heights. Seguiu os estudos na Taroona High School de 1983 a 1986, e depois continuou os seus estudos no Colégio Hobart Matriculation para os dois anos seguintes.
Maria  revelou que se dedicou a atividades extra-curriculares na escola relacionadas à música e ao esporte. Estudou piano, tocava clarinete e evoluiu até tocar flauta, no Waimea Heights. No Taroona High School, Maria era capitã das meninas do hóquei, participava das equipes de natação e era muito envolvida em atividades equestres, o que a levou a montar competitivamente em sua égua, "Diana". No Hobart Matriculation, atuou no time de basquete até terminar os seus estudos. Segundo os seus colegas, ela frequentava aulas mais avançadas de ciência, matemática, língua inglesa e se desempenhava bem em todas as disciplinas, mas era notável, especialmente em matemática, ciências e esportes.

### Ensino superior
Em 1989, Maria matriculou-se na Universidade da Tasmânia, e graduou-se, em 1994, como Bacharel em Direito e Comércio (Bachelor of Commerce and Law - BCom.LLB). Na universidade deu um vislumbre do que seria um de seus interesses como futura princesa: escreveu uma análise sobre a violência doméstica, The Battered Wives Syndrome (em português: "Síndrome das Mulheres Maltratadas"), que tratava sobre legítima defesa, de como a violência doméstica afeta o padrão reacional e comportamental das mulheres. Em 1993, segundo revelou, foi finalista na maioria dos tribunais da universidade, um fórum onde estudantes de Direito fazem a prática de apresentar os seus argumentos com peso e convicção. No entanto, após concluir a sua formação universitária com dois graus, não trabalhou como advogada, mas continuou os seus estudos e carreira baseada em seus estudos de comércio. Logo após se graduar, Maria iniciou um programa de pós-graduação e qualificou-se, entre 1994 e 1996, com um certificado de Publicidade e Propaganda da Federação de Publicidade da Austrália (The Advertising Federation of Australia - AFA) e um certificado de Marketing Directo da Associação de Marketing Directo da Austrália (Australian Direct Marketing Association - ADMA.)

### Idiomas
A sua língua materna é o inglês, e o dinamarquês é a sua segunda língua. Ela estudou o idioma francês e passou uma temporada de cinco meses na cidade de Paris na França.

## Carreira Profissional
Maria teve uma carreira constante na área de marketing e publicidade e trabalhou em Melbourne, Sydney, Edimburgo, Paris e Copenhague. Enquanto estudava, Maria  foi assistente na empresa de relações públicas Kingcash que tinha como diretor, entre 1993 a 1995, seu então namorado Brent Annells, com quem ela manteve um relacionamento de 7 anos durante os anos 90. Conforme detalhado em suas biografias, após a conclusão de sua formação universitária, mudou-se para Melbourne, qualificou-se nos domínios da comercialização e conquistou um estágio com a agência mundial de publicidade DDB Needham, em 1995. Rapidamente, após o término do programa de pós-graduação ela foi promovida ao cargo de  Executivo de Contas para clientes de gestão. 
Dezoito meses mais tarde, em 1996, foi contratada para uma posição como Gerente de Contas com MOJO Partners, atualmente publicis MOJO, empresa em que permaneceu por 2 anos, também em Melbourne. Em 1998, seis meses após a morte de sua mãe, renunciou ao cargo para viajar extensivamente na América e na Europa, especialmente no Reino Unido, e em particular na terra natal de seus pais, a Escócia, onde ela aceitou um contrato de três meses como Gerente de Contas com Rapp Collins Worldwide de Edimburgo. Em Sydney, Maria  exerceu desde o início de 1999 a função de Directora de Contas da agência internacional Young & Rubicam. Entretanto, foi convidada para o cargo de Primeira Diretora de Vendas da agência de publicidade Love Branding, empresa onde trabalhava quando conheceu Frederik, e para lá transferiu-se em Junho de 2000 mas permaneceu por um curto período de tempo. Obteve a posição de Directora de Vendas e membro da Equipe de Administração de uma agência imobiliária australiana especializada em imóveis de luxo, a Belle Proprieties.
Maria  transferiu-se para lá na primavera (australiana) de 2000 e ali permaneceu até dezembro de 2001, quando, por fim, tomou a decisão de mudar para a Europa, onde ficaria mais perto do príncipe Frederico, Príncipe Herdeiro da Dinamarca. No primeiro semestre de 2002, Maria trabalhou por um curto período na cidade de Paris, onde ensinou língua inglesa em uma escola de negócios inglesa, a "Business English School". Na Dinamarca, foi contratada pela Microsoft Business Solutions com um projeto de consultoria para o desenvolvimento empresarial, comunicação e marketing e lá permaneceu por um ano, de 5 de setembro de 2002 até pouco antes do seu noivado em 24 de setembro  de 2003.

## Relação com Frederico

### Namoro

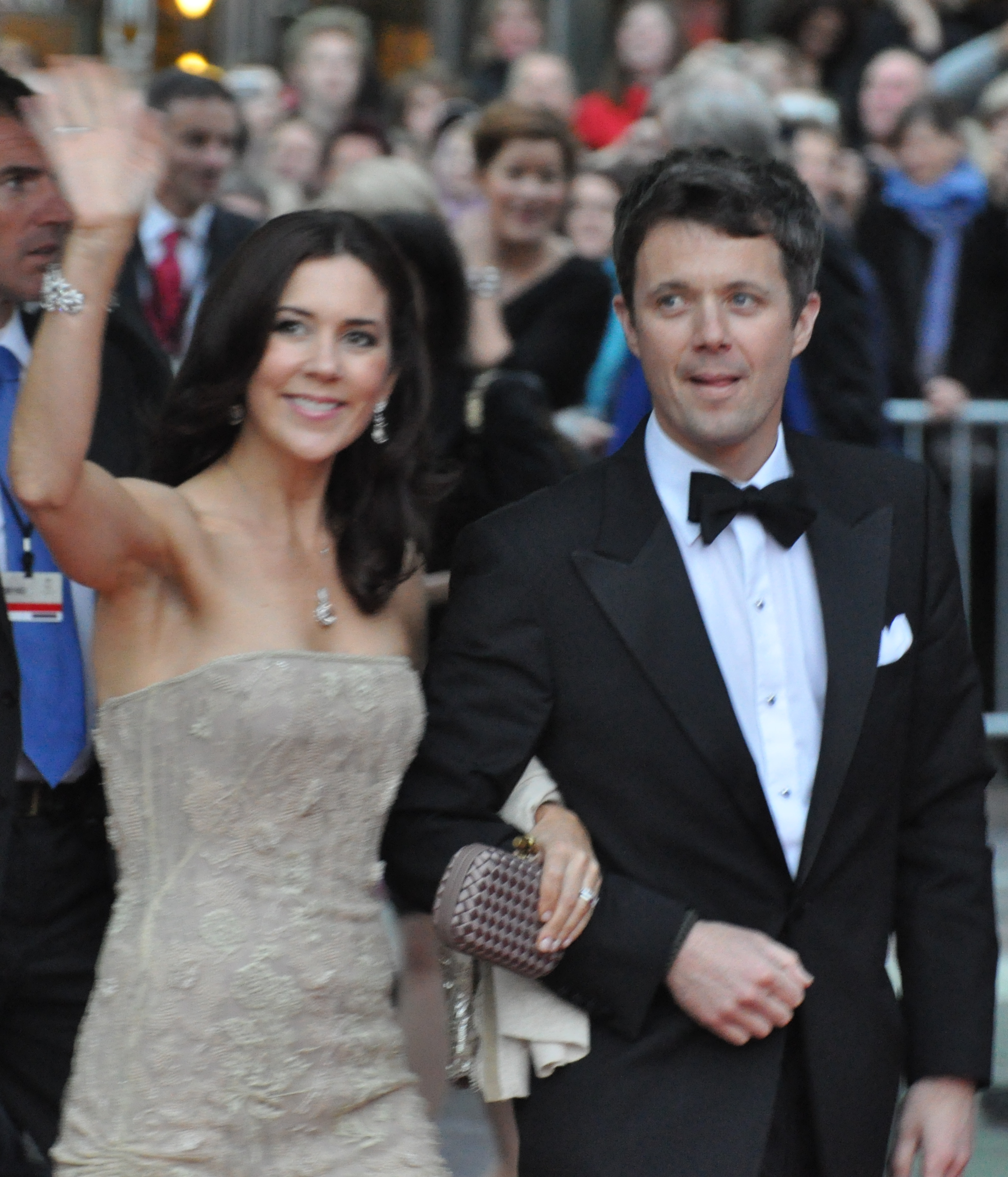
Os príncipes herdeiros Frederico e Maria Donaldson no casamento real de Vitória, Princesa Herdeira da Suécia e Daniel Westling, 2010.

No dia 16 de setembro, Maria conheceu Frederico no bar "Slip Inn", localizado na cidade de Sydney, durante as Olimpíadas de 2000. Maria recorda-se que seu primeiro encontro com Frederico foi por acaso, já que ela decidiu no último momento aceitar o convite de um dos seus colegas de apartamento para conhecer uns espanhóis que estavam participando dos jogos. Na verdade, se tratava de uma festa de alguns australianos e dois sobrinhos do rei espanhol Juan Carlos da Espanha, mais o príncipe Frederico, o príncipe Joaquim da Dinamarca, príncipe Nicolau da Grécia e Dinamarca e a princesa Marta Luísa da Noruega. Maria inicialmente ignorava suas identidades: "Eu não sabia quem eles eram. Meia hora depois, um dos meus colegas me perguntou: Você sabe que essas pessoas são os príncipes e a princesa?". A própria anfitriã da noite, Beatrice Tarnawski, reconheceu, em entrevista de 2002, que desconhecia que os príncipes estariam presentes: "Tínhamos combinado de nos encontrar com o sobrinho do Rei da Espanha, Bruno Alejandro Gomez-Acebo, a quem conheci através da minha irmã. Bruno tinha acabado de chegar em Sydney com alguns amigos, assim que eu chamei Maria Donaldson e Andrew Miles [amigo comum com Maria ] para se juntar a mim (...). Quando chegamos ao hotel Regent (...) o sobrinho do rei trazia consigo uma surpresa: um grupo de príncipes europeus (incluindo Martha Louise da Noruega), que queria conhecer a cidade (...) eu decidi ir com meu plano e fui para o Slip Inn (...). Esse foi o princípio". Enquanto isso, Maria  estava à espera em frente do bar, quando Frederico chegou e a cumprimentou apresentando-se como "Fred" apenas. Maria relata que sentou-se entre o seu atual marido, príncipe Frederico e o irmão dele, príncipe Joaquim da Dinamarca. Ela lembra-se que eles começaram a conversar e simplesmente não pararam desde então. Frederico viajou secretamente diversas outras vezes para visitar Maria na cidade de Sydney, e eles começaram a namorar em segredo.

### Noivado e Casamento

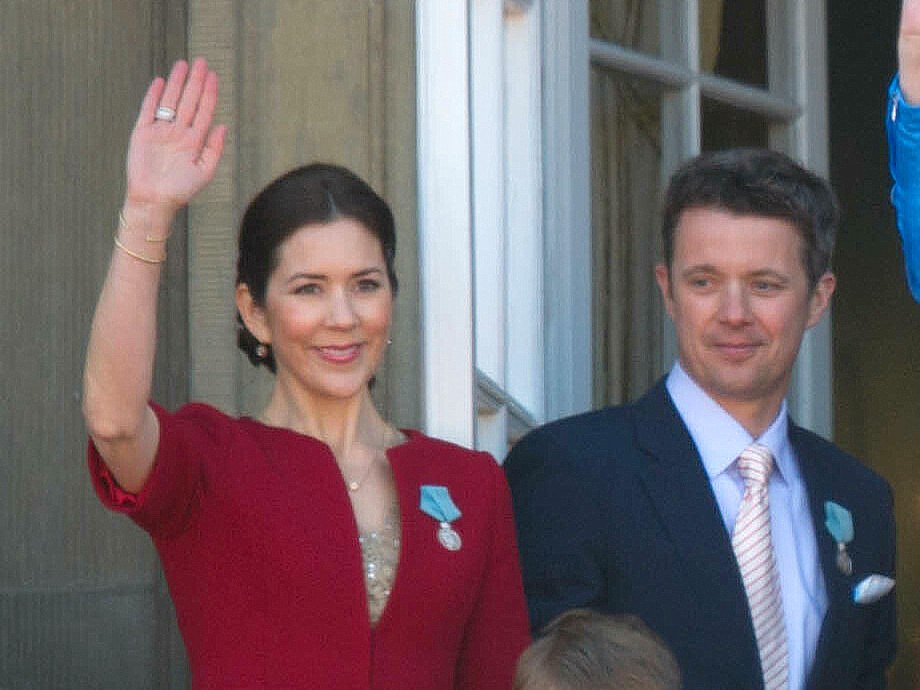
Maria e Frederico na sacada do Palácio de Amalienborg, 2010.

Por volta de setembro de 2003, Frederico e Maria viajaram para a cidade de Roma na Itália, onde se acredita que Frederico pediu Maria em casamento. John Donaldson, pai de Maria, disse que, enquanto estava trabalhando na Coreia, ele recebeu uma carta de Frederico pedindo a mão de sua filha em casamento. Depois, houve uma conversa por telefone e o senhor Donaldson ficou muito feliz que o príncipe realizou o processo formal. John Donaldson, cedeu a mão de sua filha e acreditou que ele seria um bom marido para ela. Em 24 de setembro de 2003, a corte dinamarquesa anunciou que a rainha Margarida II da Dinamarca planeava dar o seu consentimento para o casamento de seu filho e Maria Donaldson. Em 8 de outubro de 2003, o noivado de Frederico, Príncipe Herdeiro da Dinamarca e Maria Elizabeth Donaldson é anunciado. O casamento real iria-se realizar no dia 14 de maio de 2004. O casal apareceu na varanda do Palácio de Amalienborg, na cidade de Copenhaga, seguindo depois para o Palácio de Fredensborg para uma conferência de imprensa.
No dia 14 de maio de 2004, Frederico e Maria Elizabeth casam-se na Catedral de Copenhaga. Maria teve três damas de honra australianas: suas irmãs, Jane e Patricia e sua melhor amiga, Amber Petty. As três eram responsáveis pela cauda de seis metros do vestido da noiva. Ela usou um vestido desenhado pelo estilista dinamarquês Uffe Frank. Zadok the Priest, composta por Georg Friedrich Händel para a coroação britânica, foi tocada para a entrada de Maria na igreja. O casamento teve a presença de muitas famílias reais da Europa, além de membros do governo da Austrália. Foi servido um baquete numa tenda aramada nos jardins do Palácio de Fredensborg. Os pais de Frederico e o pai de Maria, John, fizeram os seus discursos. O mais memorável e emocionante foi o que Frederico fez à sua esposa. O casal partiu em lua-de-mel por volta das duas da manhã, e acredita-se que eles tenham passado por alguns países de África como Tanzânia, Zanzibar e Quênia. Logo após o casamento, Maria obteve a cidadania dinamarquesa, abrindo mão das anteriores (britânica e australiana).
Após o casamento, Frederico e Maria percorreram as ruas de Copenhaga numa carruagem. Eles foram para o castelo de Amelienborg e apareceram à varanda, onde o casal trocou diversos beijos e abraços em frente da multidão que exibiam bandeiras dinamarquesas e australianas.

### Filhos
No dia 15 de outubro de 2005, à 01h57 (hora local), a princesa Maria deu à luz um menino, no Hospital Universitário de Copenhague (o Rigshospitalet). O príncipe Frederico esteve sempre no hospital e o pequeno príncipe nasceu saudável e recebeu o nome de príncipe Christian Valdemar Henri John. Em 26 de outubro de 2006, a corte dinamarquesa anunciou mais uma vez que a princesa Maria estava grávida do seu segundo filho. O nascimento ocorreu em 21 de abril de 2007, dando à luz uma menina no Rigshospitalet. A bebé nasceu às 16h02 (hora local) com 3 kg e 350 gramas e 50 cm de altura. Ela foi batizada com o nome de princesa Isabella Henrietta Ingrid Margrethe. Já no dia 8 de janeiro de 2011, foi mãe de gêmeos. O príncipe Vincent Frederik Minik Alexander e a princesa Josefina Sofia Ivalo Matilda tiveram seus nomes revelados na ocasião de seu batizado, em 14 de abril de 2011.

## Princesa Herdeira Consorte

### Deveres e visitas oficias
Após o casamento, o casal de príncipes herdeiros embarcou em uma viagem de trabalho de verão pela Dinamarca continental a bordo do iate real Dannebrog, depois viajou para a Groenlândia e, mais tarde, para as Olimpíadas de Atenas de 2004. Em 2005, durante as comemorações do 200º aniversário de Hans Christian Andersen, a família real participou de eventos relacionados ao longo do ano. Frederico e Maria comemoraram o aniversário em Londres, Nova York e na Austrália, onde ela foi nomeada Embaixadora Honorária de Hans Christian Andersen na Austrália, na Sala Utzon da Sydney Opera House.
Desde que se tornou Princesa Herdeira, Maria fez várias visitas internacionais, e Frederico e Maria participaram das cerimônias de sepultamento da Imperatriz Maria Feodorovna na Dinamarca e em São Petersburgo em 2005. Em novembro de 2009, Maria fez uma visita surpresa aos soldados dinamarqueses na província de Helmand, no Afeganistão. Uma de suas paradas foi a FOB Armadillo.

### Patrocínios

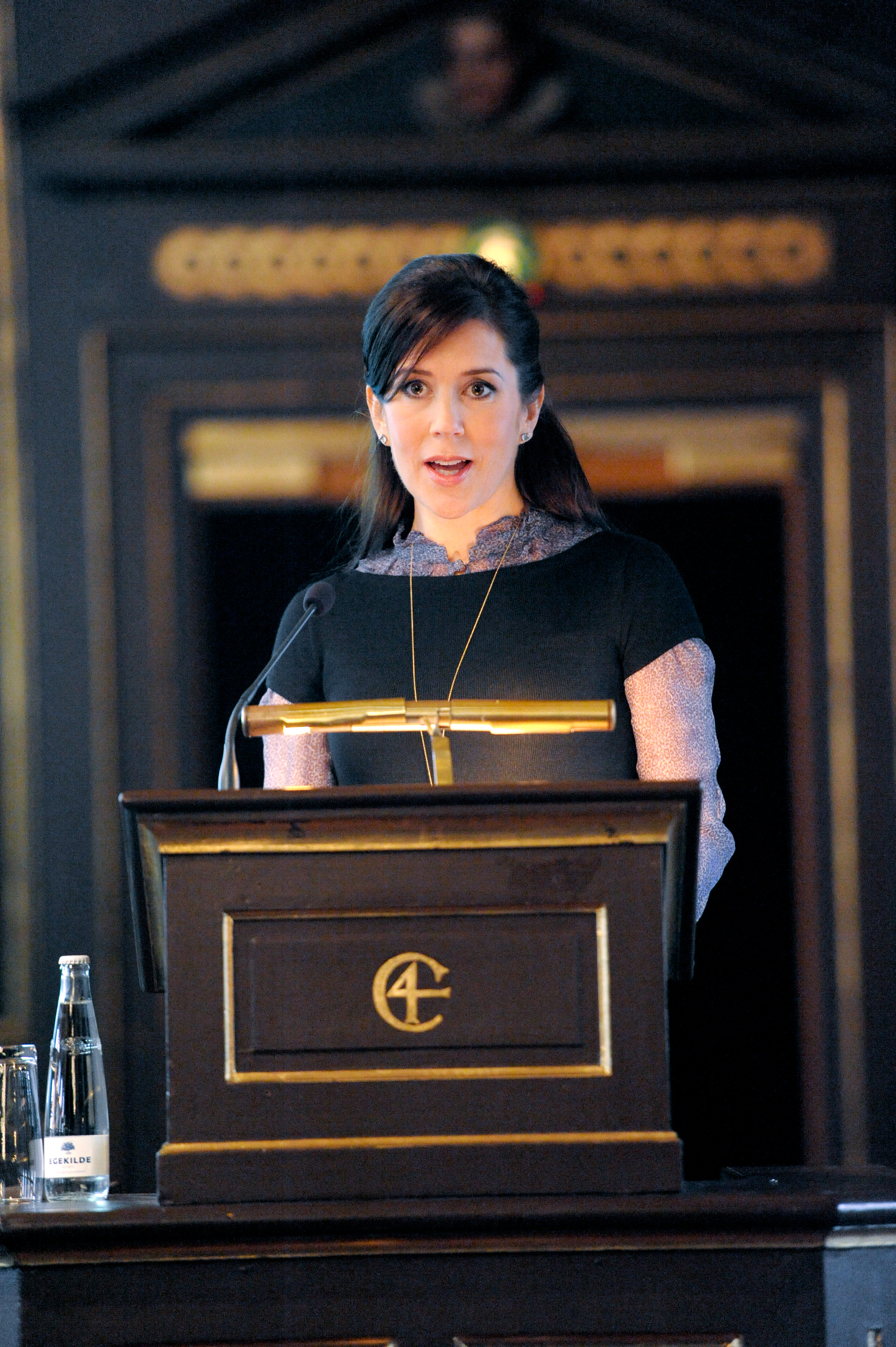
Maria em uma conferência na cidade de Copenhague, 2010.

Desde 2004, a então princesa Maria tem vindo a trabalhar com várias organizações, missões e programas. Seus patrocínios relacionam-se com os domínios da cultura, da moda, da ajuda humanitária, de apoio à investigação e ciência, da sociedade e com temas de saúde e desporto. No contexto das questões de imigrantes na Dinamarca, Maria  visitou as zonas desfavorecidas migrantes de Vollsmose 2006, Gellerup (2007). e Vilborg (2010), e tem participado de projetos de integração e de ensino da língua dinamarquesa para refugiados. Como patrona do Conselho Dinamarquês de Refugiados, ela visitou Uganda (2008) e leste da África (2011) e apoia campanhas de doação para a região
Maria tem desempenhado um papel ativo na promoção de um programa antibullying baseado em um modelo australiano sob os auspícios da Dinamarca, o Save the Children Maria também está envolvida em uma nova campanha de sensibilização e de práticas seguras entre os dinamarqueses sobre o câncer de pele, através do Danish Cancer Society. As organizações que patrocina relataram resultados positivos através da sua relação com Maria, e há vários relatos na imprensa dinamarquesa e em alguns dos sites das próprias organizações de que Maria está completamente envolvida no trabalho que desempenha junto deles. Maria está envolvida em programas de apoio antiobesidade e de vacinação para crianças na União Europeia através da gabinete para a Europa da Organização Mundial de Saúde. 
Maria é também patrona do Fundo de População das Nações Unidas, do Maternity Worldwide, e é também representante do Victor Chang Cardiac Research Institute em Sydney. Maria é membro do Comité Internacional de Mulheres Líderes para a Saúde Mental e dá o seu apoio a uma série de outras causas dinamarquesas, e participa em eventos do setor e conferências internacionais convocadas na Dinamarca e fora dela.

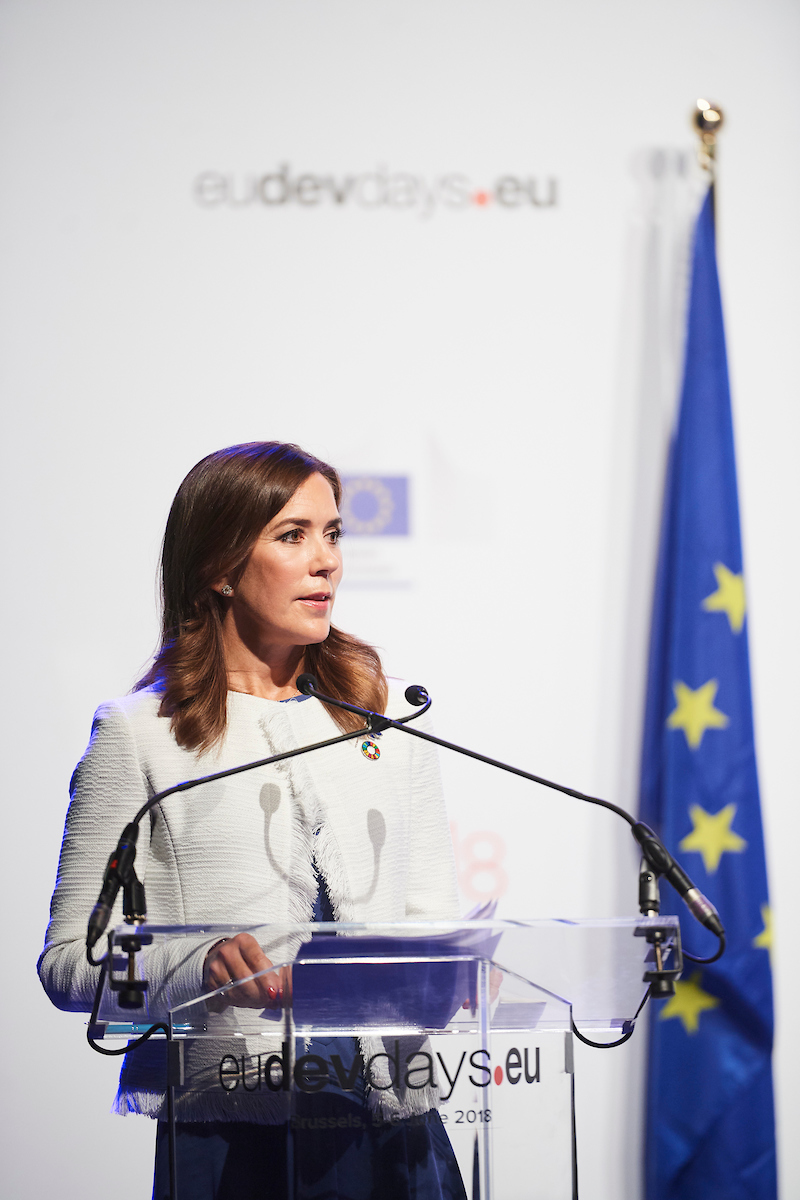
Maria em discurso no EDD Closing Ceremony, 2018.

### The Mary Foundation
Em 11 de setembro de 2007, Maria anunciou a criação do The Mary Foundation (em português: "A Fundação Maria") no Palácio de Amalienborg. O principal foco da fundação é a cooperação no entendimento da diversidade cultura e ao "direito de pertencer". A Fundação Maria procura melhorar a vida comprometida com o ambiente, doença ou outra circunstância que possa isolar ou excluir os indivíduos da sociedade.  Ela é presidente da fundação. Os fundos iniciais de 1,1 milhão de coroas dinamarquesas foram coletados na Dinamarca e na Groenlândia e doados a Frederico e Maria como presente de casamento em 2004. Ela é a presidente de oito fundos fiduciários. Em 2014, ela recebeu o Prêmio Bambi por seu trabalho com a fundação[63].

### Direitos LGBT
Em 2016, no Dia Internacional contra a Homofobia, a Transfobia e a Bifobia, Maria fez um discurso sobre os direitos LGBT em um fórum em Copenhague organizado pelo governo dinamarquês. Ela pediu o fim da discriminação, opressão e violência contra as pessoas por causa de sua orientação sexual e identidade de gênero. Em janeiro de 2018, Maria fez seu discurso sobre igualdade LGBTQ+ na Assembleia Parlamentar do Conselho da Europa. Em 25 de abril de 2018, Maria foi convidada a entregar o prêmio honorário à LGBT Danmark no Danish Rainbow Awards - AXGIL 2018. Assim, ela se tornou o primeiro membro da família real a participar do Danish Rainbow Awards. Ela também participou da cerimônia de premiação em 2019 e 2020. Em 2020, Maria falou no festival virtual do orgulho de Copenhague Pride. Em outubro de 2019, foi anunciado que Maria serviria como patronesse do WorldPride Copenhagen 2021, tornando-a a primeira realeza a servir como patronesse de um grande evento LGBT. Ela realizou vários compromissos relacionados ao evento e também fez o discurso de encerramento das comemorações de uma semana em 21 de agosto de 2021.

## Rainha Consorte

### Ascensão
No dia 14 de janeiro de 2024, no Palácio de Christiansborg às 14h00, a rainha Margarida II assinou a declaração de abdicação numa reunião de Conselho de Estado. Durante esta cerimônia, o príncipe Frederico assumiu o trono, passando a ser designado como rei Frederico X, tal como Maria passou a ser designada rainha consorte e Cristiano se tornou oficialmente o novo príncipe herdeiro. Às 15h00, na varanda do Palácio de Christiansborg, houve a proclamação de Frederico X e Maria como rei e rainha feita pela primeira-ministra Mette Frederiksen.

## Imagem Pública e Estilo

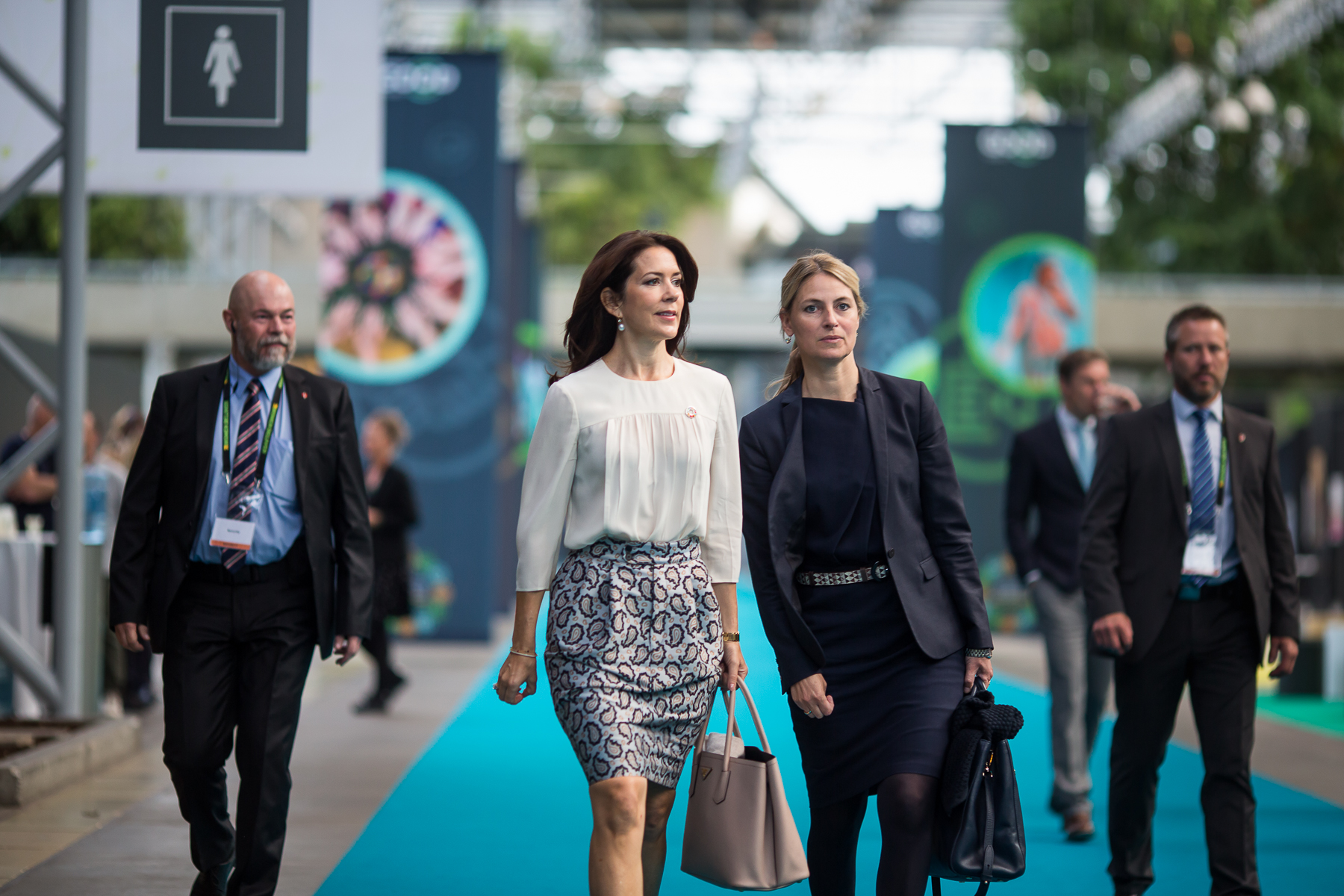
A princesa Maria na conferência da Women Deliver, 2016.

Maria é frequentemente retratada vestindo a moda dinamarquesa, quarta maior indústria de exportação do país. Usa vestimentas feitas por Julie Fagerholt, Malene Birger, Uffe Frank, Kenth Fredin, mas também aprecia estilistas internacionais como Hugo Boss, Prada e Chanel. Ela assistiu desfiles de moda, tanto como forma de promover a moda dinamarquesa, como por interesse pessoal. Ela também tem um consultor de estilo pessoal desde o seu noivado. O seu estilo lhe permitiu ser comparada com ícones da moda do século XX, como Diana, Princesa de Gales e a Jacqueline Kennedy Onassis.
Maria também posou e deu entrevistas para diversas revistas internacionais e dinamarqueses: em 2004, ela foi entrevistada e fotografada na Vogue australiana, misturando peças de estilistas estrangeiros com peças de estilistas dinamarqueses, como Georg Jensen e Malene Birger. Foi fotografada por Dansk, uma revista dedicada à moda danesa. Em 2010, ela foi fotografada na Vogue Alemã, com seu marido e filhos, embora o tema principal deste ensaio não fosse a moda, mas a arte contemporânea da Dinamarca, presente no palácio renovado de Amalienborg. Ao posar para Womans Weekly (Austrália) também vestiu estilistas de seu novo país. Foi matéria de capa da Parade (Estados Unidos), em 2009, juntamente com seu marido. e entrevistada para os programas de Andrew Denton (Austrália) e USA Today (Estados Unidos).

### Popularidade

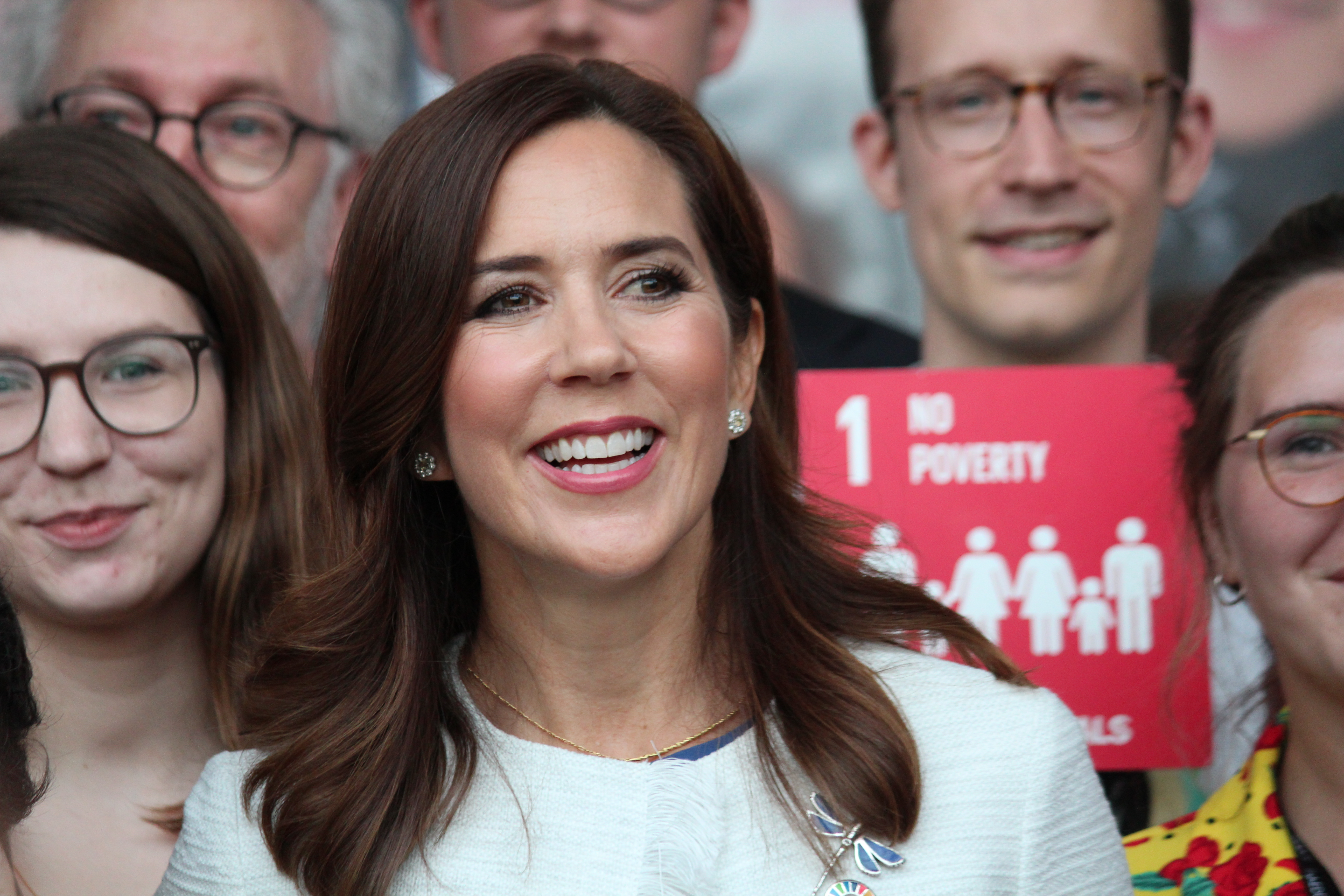
Maria em 2018.

Após quatro anos como princesa, em que sempre gozou de grande popularidade, Maria se tornou em 2008, segundo pesquisa dirigida a cerca de 23 mil votantes, o membro mais popular da família real dinamarquesa, ultrapassando a rainha Margarida II e o seu próprio marido, o príncipe herdeiro Frederico, assim como aos outros membros da família real. Pelos seus trabalhos humanitários, a princesa foi também nomeada a mulher do ano pela revista dinamarquesa Alt for damerne e destinou o seu prémio a obras de caridade. Em 2009, sua alta popularidade foi confirmada em pesquisa de Gallup para o diário Jyllands-Posten. Em 2010, o Instituto de Análisis Nation Branding, que calcula o valor monetário dos símbolos nacionais, concluiu que a princesa Maria  da Dinamarca é um valor de 12 milliarder de coroas dinamarquesas para a Dinamarca. O valor tão alto é porque a família real dinamarquesa é um produto "único" que chama a atenção para outros países. Quando a realeza da Dinamarca, apoiar o comércio da Dinamarca em países estrangeiros, significa que as portas se abrem às autoridades estrangeiras, o que não seria o caso com representantes de organizações não-monárquicos.

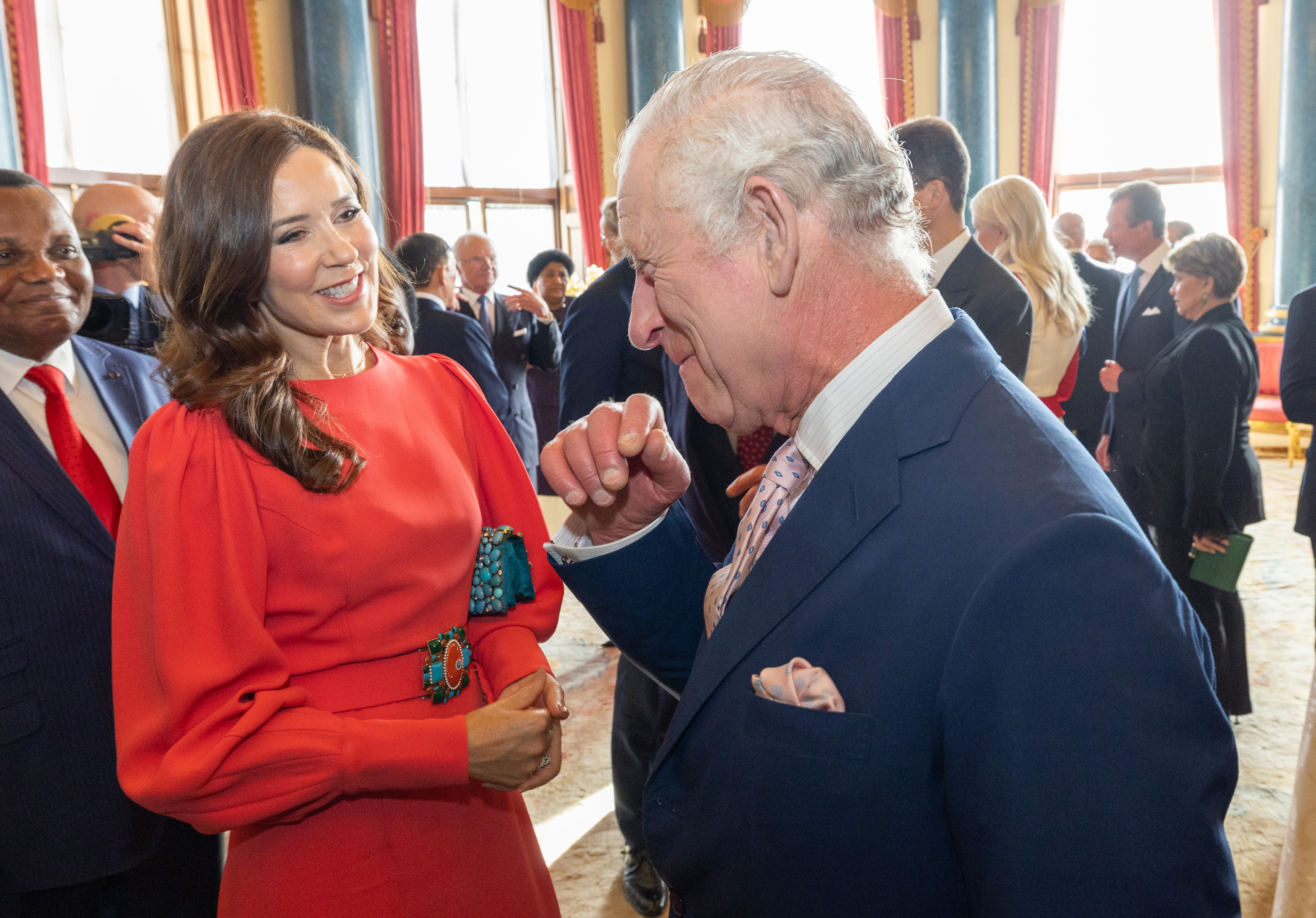
Maria e o rei Carlos III do Reino Unido, no Palácio de Buckingham, maio de 2023.

### Na Cultura Popular
Em 2015, foi lançado o telefilme Mary: The Making of a Princess sobre o namoro, noivado e casamento de Maria e o príncipe Frederico. O telefilme foi realizado pela televisão australiana Channel 10.

### Celebrações de seu 50º Aniversário
Diversos eventos oficiais foram planejados para a semana do 50º aniversário de Maria, em 5 de fevereiro de 2022. Vários deles, incluindo um jantar de gala no Castelo de Rosenborg, foram cancelados devido à pandemia de COVID-19 em andamento. No entanto, várias centenas de dinamarqueses compareceram ao pátio de Amalienborg ao meio-dia do aniversário de Maria. Em vez de sair para a sacada do Palácio Frederico VIII no Palácio de Amalienborg, como é de costume nas comemorações de aniversário da família real dinamarquesa, Maria e seus três filhos mais velhos saíram para o pátio para agradecer às pessoas que compareceram. No dia seguinte ao seu aniversário, a família do príncipe herdeiro assistiu a um concerto televisionado em sua homenagem chamado Mary 50: We're celebrating the Crown Princess of Denmark (Mary 50: Estamos celebrando a princesa herdeira da Dinamarca) apresentado pela TV 2.
Para o 50º aniversário de Maria, vários lugares na Dinamarca foram batizados em sua homenagem: A Universidade de Copenhague criou um centro de conhecimento chamado Crown Princess Mary Center (Centro da Princesa Maria), onde Maria atuará no Comitê Consultivo; o Rigshospitalet, Hospital Universitário de Copenhague, batizou seu novo departamento para crianças, adolescentes, mulheres grávidas e suas famílias de Mary Elizabeth's Hospital (Hospital de Maria Isabel), em homenagem ao extenso trabalho de Maria com o bem-estar de crianças e jovens, saúde materna e a rede de hospitais para crianças com câncer; e o Zoológico de Copenhague batizou sua seção de jardim com tema australiano de Mary's Australian Garden (Jardim Australiano de Maria).

## Títulos, honras e armas

### Títulos
- 05 de fevereiro de 1972 - 14 de maio de 2004: Senhorita Maria Isabel Donaldson
- 14 de maio de 2004 - 29 de abril de 2008: Sua Alteza Real A Princesa Herdeira Maria da Dinamarca
- 29 de abril de 2008 - 14 de janeiro de 2024: Sua Alteza Real A Princesa Herdeira Maria da Dinamarca, Condessa de Monpezat
- 14 de janeiro de 2024 - Presente: Sua Majestade, a Rainha da Dinamarca

### Honras
- Cavaleiro da Ordem do Elefante (RE),
- Medalha Comemorativa do 75.º aniversário de sua Alteza Real o príncipe Henrique, Príncipe Consorte da Dinamarca
- Medalha Comemorativa do 70.º aniversário de sua Majestade a Rainha
- Medalha comemorativa de rubi do Jubileu de sua Majestade a Rainha
- Ordem Real de São Olavo, Grã-Cruz,  (No.St.0.1.)
- Ordem dos Stara Planina, 1.ª Classe,  (Bu.SP1.)
- Ordem da Estrela Polar, Grã-Cruz,  (Sv.N.Stj.1.)
- Grande Cruz da Ordem da Beneficência
- Grande Cruz da Ordem da Rosa Branca
- Ordem Nacional do Cruzeiro do Sul, Grã-Cruz,  (Br.SK1.)

### Armas
Com o casamento em 2004, a princesa Maria  foi homenageada com a Ordem do Elefante, e seu pai John Dalgleish Donaldson com a Ordem Real do Dannebrog. De acordo com os estatutos das Ordens dinamarquês Royal, tanto a princesa e seu pai foi concedido um pessoal brasão de armas, este para exibição na Capela das Ordens Real de Frederiksborg Castle. O principal campo do revestimento do Princess Crown de armas é tingido e mostra uma gules MacDonald águia e um barco Sable tinctured ambos simbolizando sua ascendência escocesa. O campo principal é azul tingido e mostra duas estrelas douradas Commonwealth do brasão de armas da Austrália, e uma rosa de ouro no meio, descrito como seu símbolo pessoal. Sobre o escudo é colocada a coroa heráldica do príncipe herdeiro da Dinamarca.
O brasão de armas de seu pai é quase idêntica ao da princesa, mas tem um símbolo do ouro infinito e é representado (simbolizando a sua carreira como um matemático australiano), em vez do ouro rose. Acima de seu escudo é colocado um capacete em barrado e coberto com um leão gules galopante, que é voltada para fora. O leão é derivado do brasão escocês e também dos braços da Tasmânia e Hobart. Ambos os brasões foram aprovados em 2006 e colocados na Capela das Ordens Reais em 2007.
O revestimento de armas do Princess Crown e seus detalhes ainda não foram publicadas no site oficial da Internet do casal Crown Princely.

Monograma real
Monograma real duplo
Brasão de armas (2024-2025)
Brasão de armas (2025-)